# 榮民製藥
榮民製藥股份有限公司（簡稱：榮民製藥、榮藥），民國49年設立於臺北市公館，最初名為榮民醫院聯合製藥廠。

## 歷史
- 1960年5月1日，「榮民醫院聯合製藥廠」成立於臺北市公館，隸屬中華民國國軍退除役官兵輔導委員會，工廠暫借用國防醫學院實習工場，生產技術由國防醫學院藥學系協助。
- 1961年11月20日，榮民醫院聯合製藥廠遷至臺北縣景美鎮。
- 1965年5月8日，榮民醫院聯合製藥廠改名「榮民製藥廠」。
- 1983年，榮民製藥廠移至桃園縣中壢市。
- 1986年7月21日，國防醫學院與榮民製藥廠建立建教合作關係。
- 2006年12月31日，榮民製藥廠結束營運，改由退輔會與信東生技合資的榮民製藥接續營運。
- 2007年2月1日，奉行政院核定，榮民製藥廠裁撤。

## 外部連結
- 榮民製藥股份有限公司 （页面存档备份，存于）（繁體中文）（简体中文）（英文）
- 榮民製藥促銷活動特報的Facebook專頁
- 台灣公司資料